# Cycloteuthidae
Cycloteuthidae zijn een familie van weekdieren uit de klasse van de Cephalopoda (inktvissen). 

## Geslachten
- Cycloteuthis Joubin, 1919
- Discoteuthis Young & Roper, 1969